# 昂格勒方丹
昂格勒方丹（法語：Englefontaine，法語發音：[ɑ̃ɡləfɔ̃tɛn]）是法国上法蘭西大區北部省的一个市镇，属于埃尔普河畔阿韦讷区。

## 地名
“方丹”（Fontaines）意为“泉”。法语地名通名在“枫丹白露”（Fontainebleau）等少数拥有传统译名的地名中译作“枫丹”，不过在《世界地名翻译大辞典》、《世界地名译名词典》和《法国地图册》等主流地名译名类书籍资料中多译作“方丹”。

## 地理
昂格勒方丹（50°11'29"N, 3°38'34"E）面积4.62 平方千米，位于法国上法蘭西大區北部省，该省份为法国最北部的省份及最长的省份，西北濒北海，西接加来海峡省，南至埃纳省和索姆省，东与比利时接壤。
与昂格勒方丹接壤的市镇（或旧市镇、城区）包括：卢维尼凯努瓦、埃克、洛基尼奥勒、北部省普瓦、罗库尔欧布瓦。
昂格勒方丹的时区为UTC+01:00、UTC+02:00（夏令时）。

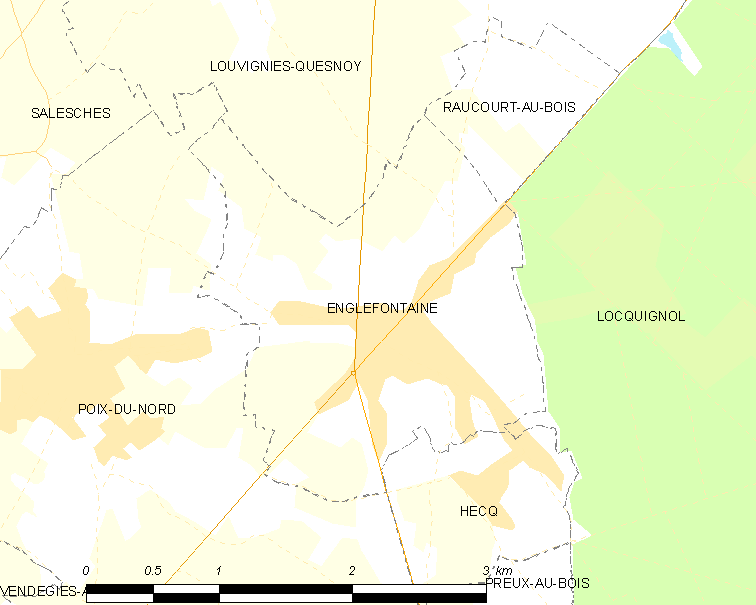
昂格勒方丹的OSM定位图

## 行政
昂格勒方丹的邮政编码为59530，INSEE市镇编码为59194。

## 政治
昂格勒方丹所属的省级选区为埃尔普河畔阿韦讷县。

## 人口

1962-2008年间昂格勒方丹人口变化图示

昂格勒方丹于2022年1月1日时的人口数量为1290人。